# Argyrolobium
Argyrolobium je rod rostlin z čeledi bobovité. Jsou to hedvábně chlupaté byliny a nízké keře s trojčetnými listy a žlutými motýlovitými květy. Jsou rozšířeny v počtu asi 100 druhů v Africe a od Středomoří po Indii. Dva druhy se vyskytují i v jižní a jihovýchodní Evropě.

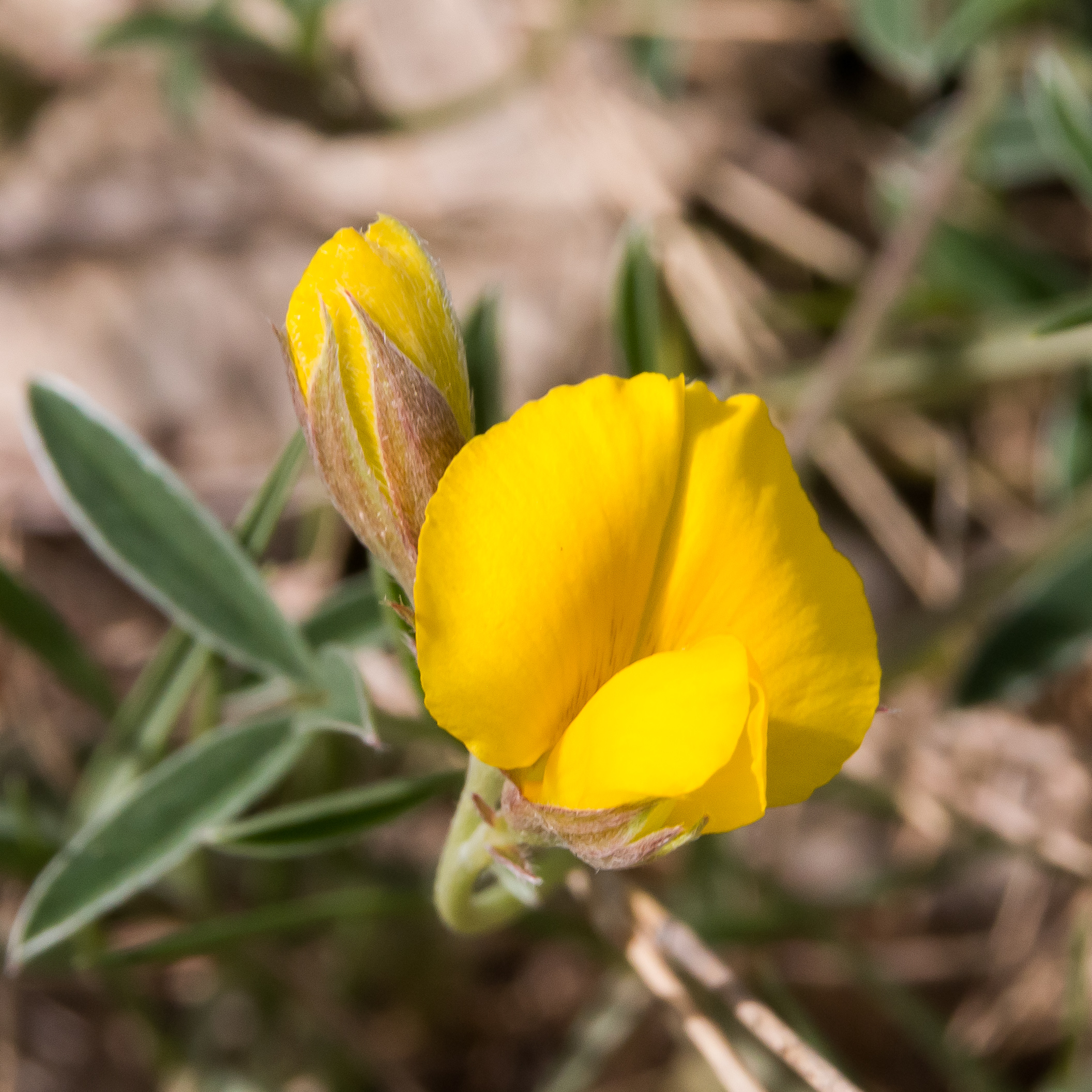
Květ A. zanonii

## Popis
Zástupci rodu Argyrolobium jsou hedvábně chlupaté byliny až nevelké keře s trojčetnými listy. Některé druhy mají jednoduché nevětvené větévky vyrůstající z podzemních hlíz. Listy jsou složeny z obvejčitých až čárkovitých lístků. Palisty jsou volné. Květy jsou žluté, často červeně žíhané, jednotlivé, po dvou nebo v krátkých hroznech či svazečcích až pseudookolících, vyrůstajících buď naproti listům nebo na vrcholu lodyh. Mnohé druhy mají mimo normálních květů i samosprašné květy kleistogamické. Kalich je zvonkovitý, hluboce dvoupyský, zakončený 5 laloky, které jsou většinou delší než kališní trubka. Horní 2 laloky jsou volné nebo srostlé, spodní bývají srostlé a dolní pysk je trojzubý. Pavéza je okrouhlá, přisedlá, křídla jsou obvejčitá, krátce nehetnatá, člunek je krátký, zahnutý. Tyčinky jsou jednobratré. Semeník je přisedlý nebo krátce stopkatý, hedvábně chlupatý, s mnoha vajíčky a zahnutou čnělkou nesoucí vrcholovou bliznu. Lusky jsou dlouhé a úzké, zploštělé, hedvábně chlupaté, pukající 2 chlopněmi, s přehrádkami mezi semeny nebo bez přehrádek.

## Rozšíření
Rod Argyrolobium zahrnuje asi 100 druhů. Je rozšířen v Jižní Africe, v horách tropické Afriky, na Madagaskaru a v oblasti od Středomoří po Indii. Rostliny rostou zejména v suchých oblastech, opadavých lesích a náhorních travnatých planinách. Centrum druhové diverzity je v jižní Africe, kde roste 64 druhů, z nichž 52 jsou endemity Jihoafrické republiky. V tropické Africe se vyskytuje 14 druhů, v severní Africe 5, na Madagaskaru 3 endemické druhy, v Arábii 1, v jihozápadní Asii 7 a na Indickém subkontinentu 5 druhů. Na Kavkazu rostou 2 druhy. Do Střední Asie rod nezasahuje.
V Evropě rostou celkem 3 druhy rodu Argyrolobium. Největší areál má v rámci Evropy druh A. zanonii, rozšířený v jižní Evropě od Portugalska a Francie po bývalou Jugoslávii a na Baleárských ostrovech. Na Krymu roste A. biebersteinii, na Kypru A. uniflorum. Z bývalé Jugoslávie je uváděn druh A. dalmaticum, který spadá v současné taxonomii pod druh A. zanonii.

## Význam
Některé druhy Argyrolobium mají využití jako půdopokryvné rostliny a k zabránění erozi.